# Перука

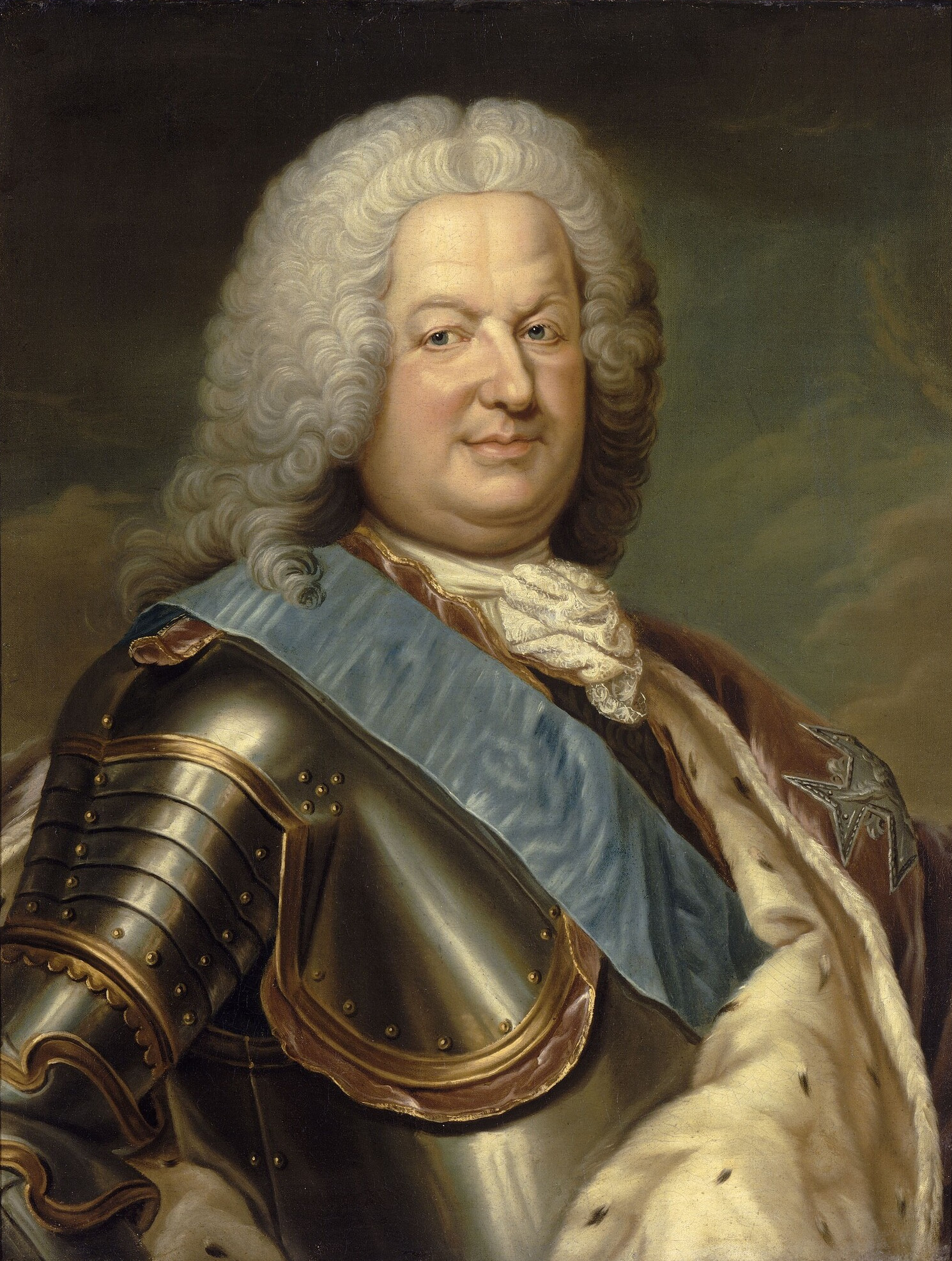
Король Станіслав Лещинський

 Перука  (від фр. perruque) — виріб із синтетичного або натурального волосся, який надівається на голову як капелюх, удаючи ту зачіску, під яку він зроблений. Перуки часто є обов'язковою частиною одягу клоуна. Перуки бувають різноманітних часто екзотичних кольорів, таких як зелений, синій, червоний тощо.
Природне волосся беруть у людей або тварин.
Використання перуки — данина моді або різним іншим естетичним чи стилістично зумовленим причинам, у тому числі культурним чи релігійним догматам.
На теренах України поява перуки пов'язана з часами Речі Посполитої.
Деякі люди носять перуки, аби маскувати факт, що вони лисі; перука, можливо, бачиться їм як менш настирлива та менш коштовна альтернатива терапії для відновлення волосся.
Актори, з другого боку, часто використовують перуки як частину сценічного костюма для того, щоб поліпшити образ, який вони грають.